# Pegasidae
Pegasidae é uma família de peixes costeiros bentónicos, característicos das águas marinhas tropicais. Distinguem-se pelos seus corpos achatados lateralmente, recobertos por placas ósseas, e pela presença de grandes barbatanas peitorais em forma de asa, pois essa característica traz o nome de peixe-mariposa. A maioria das espécies tem um focinho alongado, que termina numa pequena boca, e uma barbatana anal modificada que lhes permite "caminhar" pelo fundo do mar. As mandíbulas são fortemente especializadas, podendo formar uma boca tubular usada para aspirar vermes e outros pequenos animais de dentro dos buracos onde se abrigam.

## Espécies
A família contém dois géneros e cinco espécies:
Família Pegasidae
- Género Eurypegasus
  - Eurypegasus draconis (Linnaeus, 1766)
  - Eurypegasus papilio (Gilbert, 1905)
- Género Pegasus
  - Pegasus lancifer Kaup, 1861
  - Pegasus laternarius Cuvier, 1816
  - Pegasus volitans Linnaeus, 1758